# Transport Călători Express Ploiești

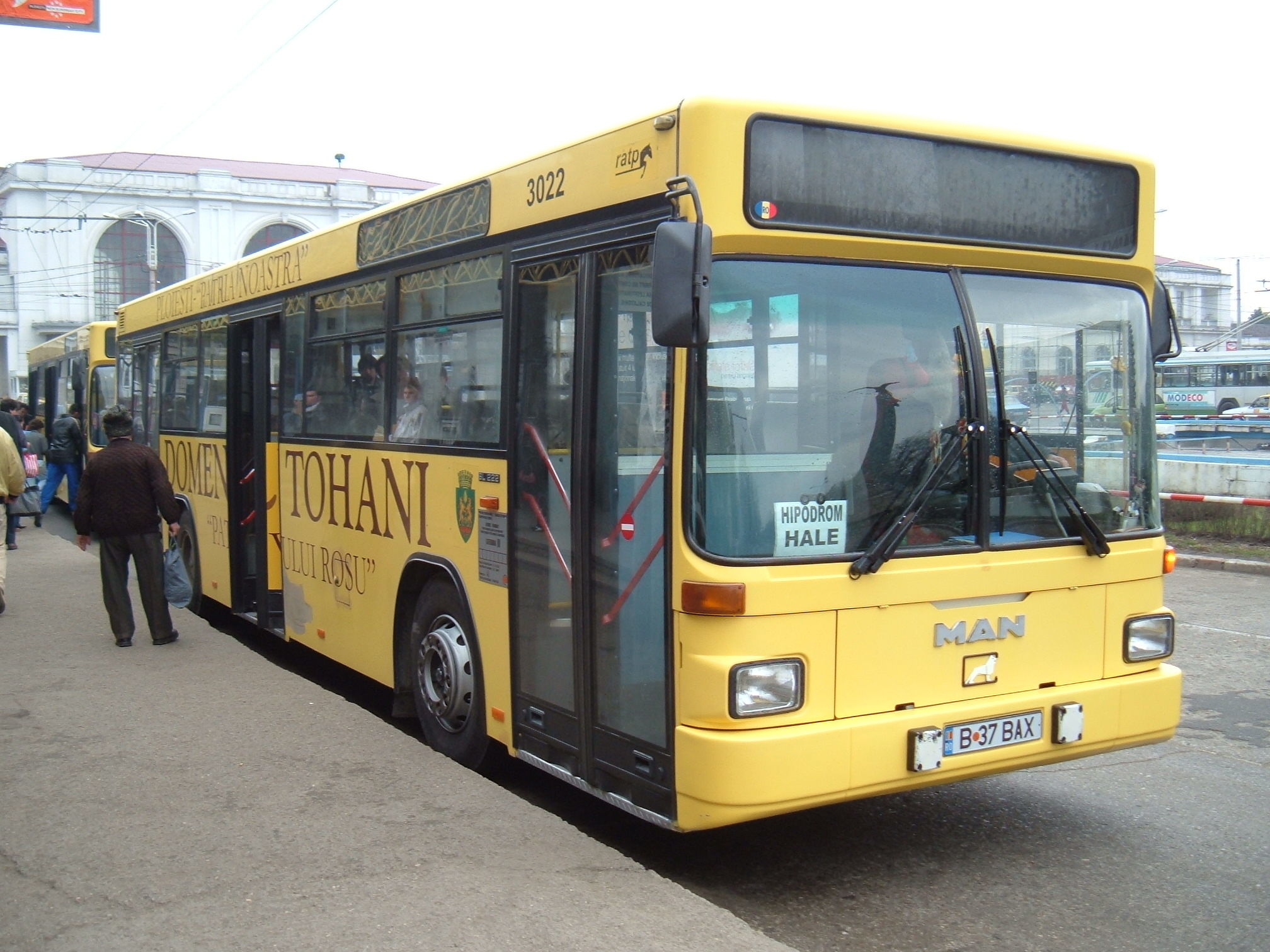
Autobus MAZ-103 della RATPh n. 3022 sulla linea per l'ippodromo

Transport Călători Express Ploiești (abbreviato TCE Ploiești) è l'operatore che svolge il servizio di trasporto pubblico nella città di Ploiești in Romania.
In passato l'operatore era chiamato RATPh, sigla di Regia Autonoma de Transport Ploiești, in italiano "Azienda di Trasporto Pubblico Ploiești",

## Esercizio
La TCE Ploiești gestisce oggi 28 linee, suddivise in 24 autolinee, 2 tranvie e 2 filovie; l'azienda aderisce all'Uniunea Romana de Transport Public, organismo nazionale che riunisce gli operatori rumeni di trasporto pubblico.

## Parco aziendale
La flotta è costituita da:
- circa 150 autobus, a marchio BMC, DAC, Ikarus, Irisbus e Isuzu Microbuz
- oltre 30 tram, quasi tutti di modello Tatra KT4D
- poco più di 20 filobus, di costruzione Berliet e FBW.